# Lycée Condorcet
Lycée Condorcet trước đây được gọi là Lycée Bonaparte, đây là một trong bốn tiệm lycées lâu đời nhất ở Paris và cũng là một trong những tiệm có uy tín nhất. Nó được thành lập vào năm 1803 tại vị trí hiện tại ở số 8 rue du Havre, giữa Ga Saint-Lazare và Boulevard Haussmann, thuộc quận 9.

## Sinh viên tốt nghiệp nổi tiếng
- Bảo Đại, vị hoàng đế thứ 13 và là vị vua cuối cùng của triều đại nhà Nguyễn
- Jules Jamin, nhà vật lý người Pháp
- Marcel Dassault, một nhà tư bản công nghiệp máy bay Pháp
- Nguyễn Phúc Bảo Long, vị hoàng thái tử cuối cùng của chế độ quân chủ trong lịch sử Việt Nam